# Olesicampe pubescens
Olesicampe pubescens är en stekelart som först beskrevs av Julius Theodor Christian Ratzeburg 1844.  Olesicampe pubescens ingår i släktet Olesicampe och familjen brokparasitsteklar. Arten är reproducerande i Sverige. Inga underarter finns listade i Catalogue of Life.